# Luigi 21 Plus
Hiram David Santos Rojas (San Juan, 27 de abril de 1977), conocido artísticamente como Luigi 21 Plus,  es un rapero y compositor underground puertorriqueño de reguetón alternativo y trap latino.

## Biografía
Comenzó a interesarse en la música desde temprana edad, desde pequeño vivió apasionado por la música rap y por el reguetón desde sus comienzos. A la edad de 20 años empezó a componer canciones, y tiempo después, comenzaría a escribir para algunos cantantes de reguetón.

## Carrera musical

### 2006–2012: Comienzos
Comenzó de la mano de los productores Luny Tunes y Tainy para el álbum Los Benjamins del 2006 con la canción «Libertad», posteriormente, lanzó el sencillo «Mensaje de texto» en 2007, con la ayuda del productor Nely y en 2008, comenzaría a trabajar diferentes sencillos y en su primera producción como solista, que venia siendo promocionada desde 2007, apareciendo en la carátula trasera interior del disco Raíces del Reggaetón.
En 2009, lanzó su primer producción musical que se tituló Música para adultos, el cual contó con 15 canciones (lanzadas entre 2006 y 2009), además de colaboraciones de Arcángel y el dúo Yaga & Mackie. En ese mismo año, participó en el sencillo «Mujeres talentosas» junto a otros artistas, con el cual logró posicionarse dentro del género urbano, conocido por su letra explícita.
Publicó su primer mixtape bajo el nombre de El Bokisucio en 2010, el cual contó con las colaboraciones de J Álvarez, Arcángel, Dálmata, entre otros. Durante 2011, participó de la remezcla del sencillo «Te imagino» de Alberto Stylee junto a J Álvarez y participó en el sencillo «Recuerdo ese momento» con Arcángel y J Álvarez. Mediante 2012, lanzó su producción titulada El patán por todas las plataformas, esta misma contó con varias colaboraciones.

### 2013–2018: Colaboraciones
Durante 2013, participó en la producción Imparables de Magnate & Valentino y participó en la remezcla del sencillo «Miss Independent» junto al colombiano Maluma. Como resultado, publicaría su producción titulada In Business en 2014, el cual contó con las colaboraciones de Arcángel y De La Ghetto.
En 2015, colaboró en varias producciones como Welcome To The Orion de Musicólogo & Menes y en la producción 14F de Wise y DJ Luian. Además de participar en la canción «Hoy» con el cantante Jory. Al siguiente año, publicó su producción titulada Back To Basics, además participó en varios sencillos como «Me reclama» con Ozuna y en la remezcla de «Todas en fila» de De La Ghetto, Pusho y Alexio La Bestia junto a otros artistas.
Con la colaboración de los productores Montana The Producer y Fran Fusion, el exponente lanzaría en 2017 el EP titulado Los Illusions, el cual contó con las colaboraciones de J Álvarez, Gotay y Maximus Wel. Al año siguiente, lanzó las canciones «No sabe mentir» junto a J Álvarez y «Era tuya» junto a Jory, las cuales formarían parte de su quinta producción, pero al final dicho álbum terminó postergándose y se descartaron dichas canciones para el álbum.

### 2019–presente:Mala influencia
En 2019, publicó su álbum recopilatorio titulado TBT, el cual fue un recopilado de 12 canciones que fueron lanzadas entre 2009 y 2011, a finales de ese año, publicó el sencillo «Perriandote» con Myke Towers y Ñengo Flow.
Durante 2020, colaboro en el sencillo «Embuste» de Jon Z y en la remezcla de «Groupie» de Casper Mágico, en noviembre de ese año, publicó su producción, el cual se título Mala influencia y fue lanzado el 20 de noviembre de 2020. En 2021, colaboró en el sencillo «Ella» para la producción La Esencia del cantante Jory Boy.

## Controversias
En 2019 el cantante ha tenido problemas en Colombia por sus conciertos a los que han denigrado a las personas por su contenido explícito e incitación a las drogas.

## Nombre artístico
El nombre artístico de Hiram Santos tiene el siguiente significado: Luigi es el término que se usa como un apodo para los hombres populares en Puerto Rico; 21+ o 21 Plus hace referencia a sus primeras producciones, las cuales eran dirigidas a mayores de edad por su alto contenido explícito; es decir, para mayores de 21 años.

## Discografía
Álbumes de estudio
- 2010: Música para adultos
- 2012: El Patán
- 2014: In Business
- 2016: Back to Basics
- 2020: Mala influencia
- 2024: GENUINO

Mixtapes
- 2010: El Bokisucio

Álbumes recopilatorios
- 2019: TBT

Extended plays
- 2017: Los Illusions (junto a Los Illusions)

## Giras
- 2024: In Business Tour